# Llegar a ti
Llegar a ti es el título del tercer álbum de estudio y su álbum debut realizado en español grabado por la cantautora estadounidense de pop latino y música cristiana contemporánea Jaci Velásquez. Fue lanzado al mercado bajo el sello discográfico Sony Discos el 31 de agosto de 1999. El tema del mismo título alcanzó el número 1 en las listas Billboard Hot Latin Tracks y Billboard Latin Pop Airplay, siendo la primera artista cristiana en alcanzar el número 1 en los Billboard Latin y también se recibió una nominación para un premio Grammy al Mejor Álbum Pop Latino en la 42°. edición anual de los Premios Grammy celebrada el miércoles 23 de febrero de 2000.

## Lista de canciones
| Llegar a ti |                                                         |                                                        |          |  |
| N.º         | Título                                                  | Escritor(es)                                           | Duración |  |
| 1.          | «Con tu amor»                                           | Marty Ballin · Joey Covington · Rudy Pérez · Vio Smith | 4:46     |  |
| 2.          | «Llegar a tí»                                           | Didier Hernández · Abel Talamantez · Tomás Torres      | 4:34     |  |
| 3.          | «Un lugar celestial»                                    | Luis Gómez Escolar                                     | 4:02     |  |
| 4.          | «Sólo tú»                                               | David Foster · Jimmy Pankow · Rudy Pérez               | 4:04     |  |
| 5.          | «Manantial de caricias»                                 | Gustavo Arenas · Rudy Pérez                            | 4:17     |  |
| 6.          | «De creer en ti»                                        | Nicole Coleman-Mullen · David Mullen · Michael Ochs    | 3:49     |  |
| 7.          | «Junto a mí» (On My Knees)                              | Joel Numa · Rudy Pérez · Nate Sallie                   | 4:16     |  |
| 8.          | «Mira lo que has hecho en mí» (Look What Love Has Done) | Stephanie Lewis · Rob Mathes                           | 4:36     |  |
| 9.          | «Dentro está tu voz»                                    | Joey Elwood · Chris Harris                             | 4:38     |  |
| 10.         | «Cómo una flor»                                         | Chris Eaton                                            | 3:38     |  |
| 11.         | «Al mundo Dios amó»                                     | Chris Eaton                                            | 5:12     |  |
| 47:43       |                                                         |                                                        |          |  |

## Sencillos
1. «Llegar a tí» (se realizó un videoclip para este tema)
2. «De creer en tí» (se realizó un videoclip para este tema)
3. «Sólo tú» (no se realizó un videoclip para este tema)